# Stone (chanteuse)
Pour les articles homonymes, voir Stone.
Annie Gautrat, plus connue sous son nom de scène de Stone, est une chanteuse et actrice française née le 31 juillet 1947 à Paris. Avec son complice Éric Charden, elle forme au début des années 1970 un duo musical, Stone et Charden, qui connaît un important succès en France dans les années 1970 et 1980.

## Biographie

### Famille et débuts
Annie Claudine Gautrat est la fille d'une chanteuse d'opérette. En 1966, elle est la gagnante d'un concours, « Miss Beatnik », pour lequel Éric Charden fait partie du jury ; ils se marient la même année.

### Carrière
Annie Gautrat commence une carrière de chanteuse sous le pseudonyme de Stone, qui lui vient du surnom donné par son groupe d'amis lorsqu'elle était plus jeune, « Petite Stone », en référence à sa coiffure, pareille à celle du musicien Brian Jones, membre fondateur des Rolling Stones. En 1972, elle forme avec son mari le duo Stone et Charden qui, de 1972 à 1975, enchaîne les succès et les tournées.
En décembre 1975, elle participe, sur scène, à la comédie musicale Mayflower composée par Charden et écrite par Guy Bontempelli. Elle y côtoie entre autres Pascale Rivault (la nouvelle compagne de Charden), Christine Delaroche, Patrick Topaloff, Grégory Ken, futur membre de Chagrin d'amour, Roland Magdane, Roger Miremont et Mario d'Alba (son futur mari).
En mars 1977, Stone pose nue pour le magazine Lui (no 158), photographiée par G. Lombardi.
Au début des années 1980, elle se produit au théâtre dans Le Plus Beau Métier du monde aux côtés de Charlotte Julian.
Le duo Stone et Charden se reforme à la fin des années 1990 et participe à des émissions de télévision et des galas ; une compilation de leurs succès sort en 1997, tandis qu'un CD réunissant les chansons interprétées par Stone est édité en 2002.
À partir de 2007, le duo participe à la tournée Âge tendre et Têtes de bois. Parallèlement, Stone poursuit une carrière au théâtre, au sein de la troupe des 3 Jeanne, ou encore dans Les Monologues du vagin.
En avril 2012, le duo sort le disque Made in France, composé de reprises de duos français célèbres, tels que J'ai un problème de Sylvie Vartan et Johnny Hallyday, Dieu fumeur de havanes de Catherine Deneuve et Serge Gainsbourg, Joue pas de François Feldman et Joniece Jamison ou encore Manhattan-Kaboul de Renaud et Axelle Red. En février, elle participe à l'émission On n'demande qu'à en rire où elle fait un passage dans le sketch des Kicékafessa.
En avril 2017, elle publie son autobiographie Complètement Stone, coécrite avec le journaliste Yves Quitté.
À partir du mois de janvier 2018, elle participe à la tournée Âge tendre, la tournée des idoles. Auparavant, elle participe à la croisière de la tournée, en novembre 2017. Elle participe ainsi pour la première fois à la tournée en solo, et y chante les succès du duo : Le Prix des allumettes, Il y a du soleil sur la France, L'avventura et Made in Normandie.
En octobre 2020, elle chante en duo avec Gilles Dreu le titre Prends ta guitare sur l'album Le Comptoir des amis.
En 2024 elle se produit avec son fils Baptiste Charden en public.

### Vie privée
Le 27 juin 1966 à Paris, elle épouse Eric Charden. Leur fils Baptiste naît le 6 juillet 1972. Ils divorcent en 1974.
Au début des années 1980, elle se remarie avec Mario Alba,. Ils ont deux enfants, Martin (1984) et Daisy (1986).

### Engagements
Stone est membre actif, aux côtés de Jean-Luc Romero, de l'Association pour le Droit de Mourir dans la Dignité (ADMD), qui milite pour le droit de chaque citoyen, dès lors qu'il est arrivé à la fin de sa vie, de choisir de mourir selon ses propres conditions. Elle en fut administratrice de 2009 à 2013 et en est, depuis le 11 mars 2008, déléguée pour le 2e arrondissement de Paris.
En janvier 2020, elle annonce sa candidature aux élections municipales de mars 2020 à Commentry (Allier) sur une liste UDI,,.
Depuis octobre 2010, elle est marraine de la web radio Bide&Musique, succédant à Patrick Topaloff mort en mars 2010.

### Décoration
En janvier 2012, elle est nommée, tout comme Éric Charden, chevalier dans l'ordre de la Légion d'honneur.

## Discographie

### 45 tours etsingles
| Année | Face A / Face B                                                                                                   | Maison de disque                 |
| ----- | --- | -------------------------------- |
| 1966  | Le jour, la nuit (You Won't See Me) - Seul (Norwegian Wood) / C’est ma vie - J’aurai raison                       | Polydor                          |
| 1966  | Problèmes (Problems) - Fille ou garçon / Notre génération - Les framboises                                        | Polydor                          |
| 1967  | Pour une fille c’est différent - Garde ton sang-froid / Je marche - La musique                                    | Polydor                          |
| 1967  | Baby Stone - Perdue dans un couloir / L’antiquité - Pluie de cristal                                              | Polydor                          |
| 1967  | Vive la France - Buffalo Bill ^ / Auguste le chat - Le nénuphar                                                   | Polydor                          |
| 1968  | Je reviens chez moi - Fifi la puce / Patati et patata - C’est le marchand d’eau                                   | Machine Music / Polydor          |
| 1968  | La complainte des enfants / Mon polochon                                                                          | Polydor                          |
| 1969  | Bonjour la vie / Monsieur Julien                                                                                  | Polydor                          |
| 1970  | Goût, j’ai du goût / La paquerette noire                                                                          | Disc AZ                          |
| 1971  | Le seul bébé qui ne pleure pas (C’est celui qu’on est en train de faire) (avec Éric Charden) / Le roi de la lune  | AMI Records                      |
| 1975  | Je, tu, il, nous, vous, les autres / Je, tu, il, nous, vous, les autres (instrumental) avec le groupe Électrogène | Gérard Tournier                  |
| 1976  | Nos jeunes années / Une dernière chanson pour toi                                                                 | Charles Talar Records            |
| 1977  | J’ai un bien gros chagrin d’amour / La dose de rock and roll                                                      | Charles Talar Records            |
| 1978  | Demande au disc’jockey / La musique qui vient d’Amérique                                                          | Sonopresse / Pathé-Marconi / EMI |
| 1979  | Équilibre / C’est pas nouveau la vie est belle                                                                    | Sonopresse / Pathé-Marconi / EMI |
| 1980  | Allez mon mari… / Baptiste                                                                                        | Sonopresse / Pathé-Marconi / EMI |
| 1981  | J'ai toujours chanté des chansons d'amour / La semaine                                                            | Charles Talar Records            |
| 1986  | Candy / Y’a d’la brume                                                                                            | Charles Talar records / Pathé    |

Légende:

- chansons : You Won't See Me et Norwegian Wood, composées par John Lennon - Paul McCartney - Bryan Mu (compositions de Serge Gainsbourg).

### Albums et compilations
| Année | Face A / Face B                         | Maison de disque              |
| ----- | --------------------------------------- | ----------------------------- |
| 1972  | Baby Stone (compilation)                | Polydor                       |
| 1978  | 10 années après…                        | Sonopresse                    |
| 1998  | Stone age 2.0                           | Universal Music               |
| 2002  | Vive la France (compilation)            | Puzzle Productions/Sony Music |
| 2020  | Anthologie 1966-1986 (compilation 2 Cd) | Marianne Mélodie              |

## Théâtre
- 1975 : Mayflower, comédie musicale d'Éric Charden et Guy Bontempelli - théâtre de la Porte-Saint-Martin
- Le Plus beau métier du monde
- Et ils vécurent heureux
- 2005 : Les 3 Jeanne
- 2008 : Les Monologues du vagin d'Eve Ensler, adaptation de Dominique Deschamps, mise en scène Isabelle Rattier, théâtre Michel
- 2010 : Les Monologues du vagin d'Eve Ensler, adaptation de Dominique Deschamps, théâtre des Béliers - Festival d'Avignon[21]
- 2014 : Le Clan des veuves de Ginette Garcin, tournée, avec Sophie Darel et Claudine Barjol[22]

## Filmographie
- 1985 : Le téléphone sonne toujours deux fois de Jean-Pierre Vergne : madame Campani
- 2004 : Les Gaous d'Igor Sékulic : la hippie
- 2006 : Préjudices, (saison 1, épisode 107, « Intrusion ») : Annie d'Alba[23]
- 2015 : Pardon !! de Mallory Grolleau (court métrage) : elle-même

## Publication
- Stone et Yves Quitté, Complètement Stone, Robert Laffont, 2017  (ISBN 978-2221193433)

## Distinction
- Chevalière de la Légion d'honneur (2012)[24]